# Pegasomyia ruficornis
Pegasomyia ruficornis är en tvåvingeart som först beskrevs av Jacques-Marie-Frangile Bigot 1892.  Pegasomyia ruficornis ingår i släktet Pegasomyia och familjen bromsar. Inga underarter finns listade i Catalogue of Life.